# Trichocerca ripli
Trichocerca ripli is een raderdiertjessoort uit de familie Trichocercidae. De wetenschappelijke naam van deze soort is voor het eerst geldig gepubliceerd in 1973 door Bērzinś.